# Пунда Віктор Васильович
Ві́ктор Васи́льович Пунда (16 січня 1965, с. Іванівка Підволочиського району Тернопільської області — 6 жовтня 2014, у Перевальському районі Луганської області) — український військовик, інструктор механіків-водіїв 128-ї гірсько-піхотної бригади (Мукачеве), загинув в ході російсько-української війни.

## Життєпис
Народився 1965 року в селі Іванівка (Підволочиський район, Тернопільська область); закінчив іванівську ЗОШ. За освітою — електрик, працював у колгоспі, в Тернополі, жив у гуртожитку, на вихідні навідувався додому. Час од часу їздив на заробітки.
У молоді роки у ЗС колишнього СРСР служив у Чехословаччині у бронетанкових військах, спеціальність — механік-водій танків. Був активним учасником Революції Гідності. Добровольцем пішов на передову.
Призваний за мобілізацією.
Помер зі своїм товаришем Віктором Бойком з Київщини 6 жовтня 2014, вчиненого російськимм збройними формуваннями в Перевальському районі Луганської області поблизу Дебальцеве. Тоді ж поліг смертю хоробрих Віктор Бойко. Зазнав смертельних поранень та помер так само 9 жовтня Віталій Чмелівський.
Похований у рідній Іванівці 11 жовтня того самого року.
Залишилась мати та сестра. Особисте життя не склалося, з дружиною розлучився, дітей не було.
10 жовтня того самого року в Тернопільській області оголошено Днем жалоби у зв'язку із загибеллю його та Андрія Рави під час виконання службових обов'язків у зоні проведення бойових дій.

## Відзнаки і вшанування
- за особисту мужність і героїзм, виявлені у захисті державного суверенітету та територіальної цілісності України, посмертно нагороджений орденом «За мужність» ІІІ ступеня[1].
- почесний громадянин Тернопільської області (26 серпня 2022, посмертно)[2];
- Його портрет розміщений на меморіалі «Стіна пам'яті полеглих за Україну» в Києві: секція 4, ряд 2, місце 32
- 13 вересня 2015 року на фасаді школи в селі Іванівка, де навчався Віктор, встановлено меморіальну дошку.[3]